# 藍寶石探案
《藍寶石探案》是柯南·道爾所著的福爾摩斯探案的56個短篇故事之一，收錄於《福爾摩斯檔案簿》，是謹有兩篇屬於第三者描述的作品之一。

## 故事簡介
王冠上的藍寶石被偷走，英國首相於是請求福爾摩斯找回。福爾摩斯一早就知道寶石被惡棍沙維士偷走，奈何不知道寶石收藏在那裡，所以遲遲不敢命人拘捕他。福爾摩斯日夜跟蹤沙維士，終於逼得他與福爾摩斯正面交鋒，福爾摩斯蒐集了沙維士過去的犯罪記錄，逼使沙維士交出寶石，沙維士要求福爾摩斯離開，要與下屬商討，怎知福爾摩斯調虎離山，偷聽沙維士與下屬的對話，知道了寶石的去向，成功找回寶石，并在坎特米尔勋爵上门拜访时把他捉弄一番。
1. ↑  柯南道尔. . Zhejiang Publishing United Group Digital Media Co., Ltd https://books.google.lt/books?id=ShSHAwAAQBAJ&pg=PT252&lpg=PT252&dq=%E5%9D%8E%E7%89%B9%E7%B1%B3%E5%B0%94%E5%8B%8B%E7%88%B5&source=bl&ots=Fl-wrl8GEa&sig=xhLO69pvfjDqktRBN8XeKU0Qgak&hl=zh-TW&sa=X&ved=0ahUKEwjyjuu8oMzbAhWjJJoKHT7YAZ4Q6AEIJzAA#v=onepage&q=%E5%9D%8E%E7%89%B9%E7%B1%B3%E5%B0%94%E5%8B%8B%E7%88%B5&f=false. 2009-08-01  [2018-06-11]. ISBN 9781629781013. （原始内容存档于2019-09-21） （中文）. 缺少或|title=为空 (帮助)